# Parallelkadenz
 Parallelkadenz bezeichnet eine musikalische Schlussformel, die in der abendländischen Kompositionsgeschichte im 13. Jahrhundert entstand, bei Komponisten wie Guillaume de Machaut, Francesco Landini und Guillaume Dufay eine Blütezeit erlebte und um 1500 außer Gebrauch kam. Charakterisiert ist sie dadurch, dass das Gerüst aus Tenor- und Diskantklausel durch einen Contratenor kontrapunktiert wird, der als Mittelstimme parallel zum Diskant verläuft:
Im Falle einer ganztönigen Tenorklausel war es lange Zeit üblich, nicht nur die Pänultima der Diskantklausel, sondern auch die vorletzte Note dieses Contratenors zu erhöhen (musica ficta). Deshalb werden solche Schlussformeln auch Doppelleittonkadenz genannt.